# Mesothes
Mesothes is een geslacht van kevers uit de familie van de klopkevers (Anobiidae).

## Soorten
- Mesothes canariensis Español & Orimí, 1984
- Mesothes ferrugineus Mulsant & Rey, 1860